# Baynia
Baynia is een geslacht van vlinders van de familie spanners (Geometridae), uit de onderfamilie Larentiinae.

## Soorten
- B. dismutata Warren, 1904
- B. odontota Prout, 1910